# Galaxy Game
Galaxy Game est considéré comme le premier jeu vidéo commercial sur borne d'arcade. Il est conçu par Bill Pitts et Hugh Tuck, construit par Computer Recreations Inc. et installé en septembre 1971 au Tressider Student Union de l'université Stanford. C'est une version reprogrammée de Spacewar!. La machine est un PDP-11, assez puissant pour afficher simultanément deux vecteurs et permettre à deux joueurs de jouer ensemble. Il rencontra un fort succès auprès des étudiants de l'université.
Galaxy Game fut restauré en 1997 par Bill Pitts (donateur de 20 000 $) et Ted Panofsky, et réinstallé à Stanford dans le William Gates Computer Science Building de 1997 à 2000. Le jeu se situe aujourd'hui au musée de l'histoire de l'ordinateur à Mountain View.